# Joan Giner
Joan Giner Miguelez (26 de julio de 1989) es un científico y político español. Fue diputado del Parlamento de Cataluña en la XI Legislatura por Catalunya Sí que es Pot, Secretario Político de Podem Catalunya y participó en la creación de Cornellá en Comú. Actualmente es investigador en inteligencia artificial y ciencia sociales computacionales en el Centro Nacional de Supercomputación.

## Biografía
Criado y educado en Cornellà de Llobregat. 
Licenciado en ingeniería de telecomunicaciones por la Universidad Autónoma de Barcelona y doctorado por la Universidad Abierta de Cataluña. Ha trabajado como arquitecto de software en el sector de las TIC, especialmente dedicado al desarrollo de tecnología web en código libre e impulsando la economía social en este sector.
En su etapa de estudiante, participó en el movimiento de protesta estudiantil contra el Proceso de Bolonia y contra el cierre de los bachilleratos nocturnos en los barrios pobres de Barcelona. En 2011 participó en el movimiento 15M y se incorporó a la lucha de las plataformas de afectados por las preferentes en Cornellà de Llobregat. También en su ciudad natal ha participado en las campañas contra el cierre del Cine Pisa y contra el proyecto de Eurovegas en el Bajo Llobregat. En 2012 fue uno de los impulsores del Ateneo Popular de Cornellá, un espacio que acoge la actividad de diferentes entidades y asociaciones de la ciudad. 
En enero de 2015 fue elegido secretario de Podemos Cornellà y miembro de su Consejo Ciudadano, con el proyecto de impulsar conjuntamente con otras entidades y activistas de la Ciudad la plataforma Cornellà en Comú. En las elecciones municipales de 2015, Cornellà en Comú consiguió el 17,44% de los votos, convirtiéndose en la segunda fuerza política del municipio.

## Actividad parlamentaria
En las elecciones al Parlamento de Cataluña de 2015, habiendo obtenido el segundo puesto en las primarias de Podem Catalunya, ocupó el puesto número 8 de la lista de Catalunya Sí que es Pot, que encabezó Lluís Rabell. Fue elegido diputado y junto a Gerard Gómez fue uno de los diputados más jóvenes de la cámara, motivo por el cual fue miembro de la mesa de edad del Parlamento de Cataluña durante su sesión constitutiva.
Durante la legislatura en la que fue diputado en el Parlamento de Cataluña fue portavoz de su grupo parlamentario en la Comisión de Justicia y Derechos Humanos, mostrándose crítico la introducción de pistolas eléctricas en los cuerpos de seguridad, así como con la existencia de los Departamentos de Aislamiento en las prisiones.
Como portavoz en la Comisión de Universidades, Ciencia y Tecnologías de la Información impulsó la rebaja del 30% de las matrículas universitarias, que se produjo el curso 2017/2018.
Fue también miembro del Consejo Asesor de Ciencia y Tecnología del Parlamento de Cataluña, siendo uno de los ponentes de la Ley para la creación de la Agencia de Ciberseguridad de Cataluña.
Presidió la Comisión de Políticas de Juventud del Parlamento de Cataluña y se encuentra también entre los impulsores de la iniciativa Parlament Obert, enfocada a facilitar la participación ciudadana en la institución.
En el aniversario de la consulta del 9N en 2015, el Parlamento de Cataluña votó la resolución presentada por Junts pel Sí y la CUP como paso previo al debate de investidura. En el marco de esta votación, Joan Giner hizo público a través de su blog que votó contra la moción para no romper la disciplina del grupo, pero que habría preferido abstenerse.

## Participación en Podem Catalunya
En julio de 2016 fue nombrado secretario político de Podem Catalunya, siendo la persona más votada al Consejo Ciudadano Catalán en las primarias internas de dicho partido y convirtiéndose en uno de sus portavoces públicos. El 7 de julio de 2017 fue cesado como secretario político de la formación, aunque siguió formando parte de la Ejecutiva del Consejo Ciudadano hasta su disolución el 6 de noviembre de 2017.